# Rookwood
Rookwood est une ville-banlieue se situant dans la zone d'administration locale du Conseil d'Auburn, dans la région de Sydney Ouest dans l'État de Nouvelle-Galles du Sud, Australie.
Rookwood se trouve à environ 17 kilomètres à l'ouest du Central business district de Sydney, au sud de Flemington, à l'est de Strathfield, au nord de Chullora et à l'ouest de Lidcombe.